# 江田島町
江田島町（えたじまちょう）は、かつて広島県の安芸郡に存在した町。呉市の西方の瀬戸内海に浮かぶ江田島を主たる町域とした。
「海軍兵学校のある島」として広くその名を知られた。
2004年、江田島と地続きの能美島にあった佐伯郡大柿町・沖美町・能美町と合併して市制施行し、江田島市に移行した。江田島市役所は旧能美町役場に置かれ（2016年に旧大柿町役場に移転）、旧江田島町役場は江田島市役所江田島支所となった。

## 歴史

### 年表
- 1888年（明治21年）8月1日 - 海軍兵学校が東京・築地から江田島に移転[1]。同月13日開校[2]。
- 1889年（明治22年）4月1日 - 町村制施行により、安芸郡江田島村、佐伯郡津久茂村が成立する。
- 1890年（明治23年）4月22日 - 明治天皇、海軍兵学校に行幸。
- 1899年（明治32年） - 秋月火薬庫（当時は秋付火薬庫）の建設始まる[3]。
- 1905年（明治38年）6月2日 - 芸予地震発生。兵学校にも被害。
- 1908年（明治41年）8月 - 秋月火薬庫爆発事故発生。
- 1925年（大正14年）2月1日 - 安芸郡江田島村が佐伯郡津久茂村を編入する[4]。
- 1930年（昭和5年）10月23日 - 昭和天皇海軍兵学校に行幸。さらに1936年にも行幸。
- 1932年（昭和7年） - 県道（小用峠）改修工事起工式。
- 1938年（昭和13年）1月2日 - 宇品、大君間を結ぶ旅客船「緑丸」（14トン）が元宇品沖で転覆。43人死亡。原因は風浪と定員超過[5]。
- 1943年（昭和18年）
  - 5月 - 奥小路トンネル着工[6]。
  - 8月5日 - 呉海軍工廠火工部第二装填工場小用作業場化薬爆発事故。
- 1945年（昭和20年）
  - 7月28日 - 江田島周辺の艦船に空襲。榛名、利根、摂津の各艦が擱座、大淀、出雲横転[7]。
  - 8月15日 - 終戦。
  - 9月17日 - 枕崎台風により死者252人、流失家屋約200戸。秋月火薬庫崩壊（12月以降に残存火薬の爆破作業）。
- 1950年（昭和25年）8月23日 - 警察予備隊教育施設「江田島学校」設立[8]。
- 1951年（昭和26年）10月1日 - 町制施行して江田島町になる[9]。
- 1956年（昭和31年）1月16日 - 海上自衛隊術科学校（後に海上自衛隊第1術科学校に改称）が江田島に移転[10]。5月16日開庁式[10]。1957年5月10日に海上自衛隊幹部候補生学校が開校[11]。
- 1973年（昭和48年）10月27日 - 早瀬大橋が開通し、音戸大橋・倉橋島・能美島を介して本土と陸続きになる。
- 1978年（昭和53年）6月1日 - 江田島町林野火災発生。
- 2004年（平成16年）11月1日 - 佐伯郡大柿町・沖美町・能美町と合併（新設合併）、市制施行し、江田島市となる。

## 地理

### 山
古鷹山を中心とする北部と仏ノ塔を中心とする南部に大別される。
北部には古鷹山（標高376 m）、クマン岳（標高399.8 m）、大原山（標高345 m）、大須山（標高259.5 m）がある。
南部の山地は南北方向に細長く、南端の仏ノ塔（標高205.1 m）を最高点として北へ行くほど徐々に低くなる。

### 人口
| 順位 | 江田島町地名     | 人口   | 2000年との増減  | 世帯数  | 調査年月日     |
| ---- | ---------------- | ------ | --------------- | ------- | -------------- |
| 1位  | 江田島町切串地区 | 1501人 | 2299人(-798人)  | 714世帯 | 2022年12月01日 |
| 2位  | 江田島町小用地区 | 1189人 | 1924人(-835人)  | 619世帯 | 2022年12月01日 |
| 3位  | 江田島町中央地区 | 1214人 | xxxx人(+-xxx人) | xxx世帯 | 2023年01月01日 |
| 4位  | 江田島町鷲部地区 | 800人  | 1422人(-622人)  | 465世帯 | 2022年12月01日 |
| 5位  | 江田島町江南地区 | 542人  | 725人(-183人)   | 264世帯 | 2022年12月01日 |
| 6位  | 江田島町秋月地区 | 362人  | 742人(-380人)   | 188世帯 | 2022年12月01日 |
| 7位  | 江田島町大須地区 | 172人  | 341人(-179人)   | 83世帯  | 2022年12月01日 |

## 行政

### 歴代町長
- 脇本恭一（1951年 – 1955年）
- 中浜吾祐（1955年 – 1966年）
- 岡本武男（1966年 – 1975年）
- 山中淳（1975年 – 1987年）
- 二井利美（1988年 – 1995年）
- 平木重巳（1995年 – ）

## 名所・旧跡
海軍兵学校跡
現在、海上自衛隊第1術科学校及び幹部候補生学校が利用する。見学可能（要予約）。

## 産業
農業は柑橘類（ミカン、ネーブルほか）、きゅうりの栽培が主である。農家の後継者不足により1975年ごろから総農家数は減少を続けている。
漁業はカキの養殖が主である。農業と同様に労働者不足の問題を抱え、1985年ごろから経営体は減少傾向にある。

## 大字・住居表示
大字は1925年に編入した津久茂村の領域に設置した大字津久茂（つくも）のみ。
海上自衛隊の敷地は無番地であり、国有無番地と表記される。
19000以上の地番があり、配達の際に分かりづらい状態であったため、1990年代に住居表示を実施した。中央を除いて、集落単位に設けられた区の名称を残している。
津久茂1–3丁目（つくも）
1994年1月31日実施。
秋月1–4丁目（あきづき）
1994年2月14日実施。「秋月」は元々「秋付」と書かれたが、1918年頃に変わったものである。
宮ノ原1–3丁目（みやのはら）
1994年2月21日実施。
小用1–5丁目（こよう）
1995年1月30日実施。
中央1–5丁目（ちゅうおう）
1–3丁目は1996年1月29日実施、4–5丁目は2月5日実施。本浦（中郷・向側・矢ノ浦）と山田では集落の範囲を保ったまま地形や道路による境界を定めることが難しかったため、地元の同意を得てまとめて「中央」とした。
鷲部1–4丁目（わしべ）
1996年2月19日実施。
江南1–3丁目（こうなん）
1996年2月26日実施。「江南」は元々「飛渡瀬」（ひとのせ）と呼ばれたが、隣接する大柿町大字飛渡瀬との混同の恐れや地元の要望から1963年11月1日に改称したものである。江田島の南に位置することに因む。「江南」の名称は1941年の国民学校令により飛渡瀬尋常高等小学校が江南国民学校に改称した際に表れている。
切串1–5丁目（きりくし）
1–2丁目は1997年2月10日実施、3–5丁目は2月24日実施。
幸ノ浦1–2丁目（こうのうら）
1997年2月24日実施。
大須1–2丁目（おおず）
1997年2月24日実施。

## 交通
2004年10月31日時点
本州とは航路のほか、早瀬大橋と音戸大橋によって結ばれている。町内に鉄道は無い。

### 道路
- 国道
  - 国道487号
- 主要地方道
  - 広島県道36号高田沖美江田島線
  - 広島県道44号江田島大柿線
- 一般県道
  - 広島県道297号石風呂切串線
  - 広島県道298号鷲部小用線
  - 広島県道299号秋月飛渡瀬線

### 港湾
- 秋月港 - 呉方面
- 大須港 - 似島・広島方面
- 切串港 - 広島・呉ポートピア方面
- 小用港 - 呉方面

## 教育
2004年10月31日時点

### 小学校
- 江田島町立江田島小学校 - 児童の減少や校舎の老朽化により江田島小学校、鷲部小学校、江南小学校の3校を統合して1968年4月に開校[27]。校舎を新設して1969年に移転した[27]。
- 江田島町立小用小学校
- 江田島町立宮ノ原小学校
- 江田島町立秋月小学校
- 江田島町立切串小学校
- 江田島町立大須小学校
- 江田島町立津久茂小学校

### 中学校
- 江田島町立江田島中学校
- 江田島町立切串中学校

### 高等学校
- 広島県立江田島高等学校 - 広島県呉竹高等学校江田島分校として1948年に開校[28]。翌年、広島県呉三津田高等学校江田島分校に改称[28]。1972年独立[29]。

### その他
- 広島県立呉養護学校江能分級 - 江田島町を含む6町を通学範囲とする。
- 江田島自動車学校
- 海上自衛隊第1術科学校
- 海上自衛隊幹部候補生学校

### 閉校
- 海軍兵学校
- 従道小学校 - 海軍兵学校の教官が私費を投じて1890年に海軍兵学校構内に開校[30]。1920年に県に移管して「江田島村立従道小学校」に改称[30]。国民学校令により1941年に「従道国民学校」に改称[30]。海軍兵学校の廃校に伴い1945年に廃校[31]。
- 江田島高等女学校 - 村立江田島実科高等女学校として1929年に開校[28]。1943年に校名変更[28]。学制改革に伴い1948年に閉校[28]。広島県呉竹高等学校江田島分校に移行[28]。